# Mary Rose
La Mary Rose è stata una caracca da battaglia inglese d'epoca Tudor e una delle prime a poter sparare una bordata piena coi suoi cannoni d'una fiancata.
La Mary Rose fu adeguatamente equipaggiata con 78 cannoni (91 dopo un riallestimento del 1536). Costruita a Portsmouth, Inghilterra (1509–1510) a lungo si pensò che il nome fosse quello della sorella del Re Enrico VIII d'Inghilterra, Mary, cui l'aggiunta della parola "rosa" dipendeva dall'emblema della Dinastia Tudor. Più probabilmente il nome è quello della Vergine Maria associato a quello di Rosa Mistica, un appellativo della stessa Vergine. A quel tempo era infatti usanza attribuire alle navi nomi della tradizione religiosa (St Michael, Holygost, Jesus of Lubeck, ecc.). Essa fu una delle prime navi da guerra progettata appositamente per servire nella English Navy; si pensa infatti che essa non abbia mai servito come nave mercantile.
Il suo dislocamento era di 500 tonnellate (700 dopo il riallestimento del 1536), era lunga 38,5 m e larga 11,7 m. Il suo equipaggio ammontava a 200 marinai, 185 soldati e 30 addetti ai pezzi.
Sebbene essa fosse l'orgoglio della flotta inglese, affondò nel Solent (lo stretto braccio di mare compreso fra l'Isola di Wight e la terraferma inglese) e si crede sia colata a picco durante un ingaggio con la flotta francese il 19 luglio 1545. La causa esatta del suo affondamento non è stata definitivamente acclarata ma si pensa che ciò sia avvenuto per un problema di instabilità o di sovraccarico, che portò i boccaporti del ponte di fuoco molto bassi sul pelo dell'acqua e favorendone l'ingresso a bordo in un momento di accentuato rollio.

## Carriera
Servì sotto l'insegna dell'Ammiraglio Sir Edward Howard nelle Guerre Italiane e partecipò frequentemente ad azioni di fuoco. Il 10 agosto 1512 fu la nave-ammiraglia della flotta inglese di 50 navi che attaccò la Francia a Brest in Bretagna.
La Mary Rose attaccò la francese Marie la Cordelière, nave-ammiraglia dell'ammiraglio René de Clermont; nella battaglia che ne seguì la Marie la Cordelière fu danneggiata ma anche la Mary Rose subì danni non da poco e finì incagliata. La Marie la Cordelière fu presa dal fuoco dei cannoni della Mary James, della Sovereign e della Regent, esplodendo infine con la perdita conseguente di più di 1000 uomini. Trentadue navi francesi furono catturate e distrutte nella battaglia.
Dopo la morte di Edward Howard nel 1513, la Mary Rose divenne la nave-ammiraglia dell'Ammiraglio (Lord High Admiral) Sir Thomas Howard, III duca di Norfolk.
Nel 1528 e ancora nel 1536 la Mary Rose fu riattrezzata, subendo un aumento del suo dislocamento che, dalle iniziali 500 t, raggiunse le 700 t, con 91 cannoni a bordo. Il riassetto si pensa abbia comportato la costruzione d'un ulteriore ponte, per rendere la nave più pesante (ma anche più alta) e in grado di sopportare meglio il rollio col mare grosso.
In realtà, in una simulazione scientificamente approntata in un programma televisivo britannico, si dimostrò che nelle operazioni di virata, necessariamente accelerata come si conviene in occasione di uno scontro a fuoco con navi avversarie, e in condizioni di vento teso e di mare agitato (condizioni entrambi presenti in occasione dell'affondamento della Mary Rose), la caracca tendeva a sbandare sul fianco, probabilmente per l'eccesso di altezza dell'opera morta, portando sotto il livello dell'acqua il ponte inferiore, coi sabordi dei cannoni (tra l'altro i più pesanti erano nei ponti superiori) necessariamente aperti per il combattimento.
Fu assai probabilmente questo il motivo principale (come anche l'eccesso a bordo di soldati) del rapido capovolgimento e affondamento della nave.

## Conseguenze
La perdita di una delle più possenti navi da battaglia Tudor provocò grande costernazione, specialmente perché essa affondò sotto lo sguardo di re Enrico VIII che osservava gli avvenimenti dal vicino Southsea Castle. Il fatto che la nave affondasse era particolarmente insolito per l'epoca. La più frequente causa di perdita di naviglio era l'incendio a bordo. L'insufficienza di potenti cannoni e la robustezza del fasciame degli scafi rendevano difficile l'affondamento delle navi, per quanto danneggiate esse potessero essere. Non ci fu un'immediata spiegazione dell'affondamento, quali una violenta tempesta o un urto contro le rocce. La perdita della Mary Rose rimase nella memoria di molti ed essa fu ricordata in modo particolare: cosa che non avvenne per tante altre navi che andarono perdute.

### Riscoperta
Il 16 giugno 1836 la Mary Rose fu rintracciata quando una rete da pesca s'impigliò nel suo relitto. Il sommozzatore John Deane recuperò ordinate, cannoni, archi lunghi e altre attrezzature della nave. La sua posizione fu però dimenticata allorché Deane interruppe i suoi lavori nel sito nel 1840.
Alexander McKee avviò una nuova indagine nel 1965 e nel 1967 il professor Harold Edgerton rintracciò un'anomalia acustica usando un side-scan sonar (SSS), ossia un sonar a scansione laterale. Nel 1971 una marea sigiziale, unita a una furiosa tempesta, scoprì uno strato di sedimenti che lasciò chiaramente visibili numerose strutture quali le costole dello scafo. Nell'anno successivo, fu chiaro che il relitto giaceva sulla sua fiancata di dritta, con un angolo di 60°.
Il 5 febbraio 1974 il sito dove giaceva il relitto della Mary Rose divenne il secondo ad essere protetto in base al Protection of Wrecks Act. Il sito rimane tuttora sotto protezione, anche dopo che la maggioranza delle rimanenti costolature della nave è stata recuperata.

### Lavori di recupero
Nel 1979 fu creato il Mary Rose Trust e venne costituito uno staff di archeologi  diretto dalla dottoressa Margaret Rule per cominciare il lavoro di recupero del relitto. Come prima cosa il relitto fu sollevato per mezzo di un'apposita apparecchiatura, dopo di ciò il relitto, ancora sott'acqua, poté essere posizionato all'interno di una "culla". L'11 ottobre 1982 il relitto fu fatto emergere dall'acqua e messo in un bacino asciutto, a una temperatura controllata di 2–6 °C e un'umidità relativa del 95%.

### Conservazione

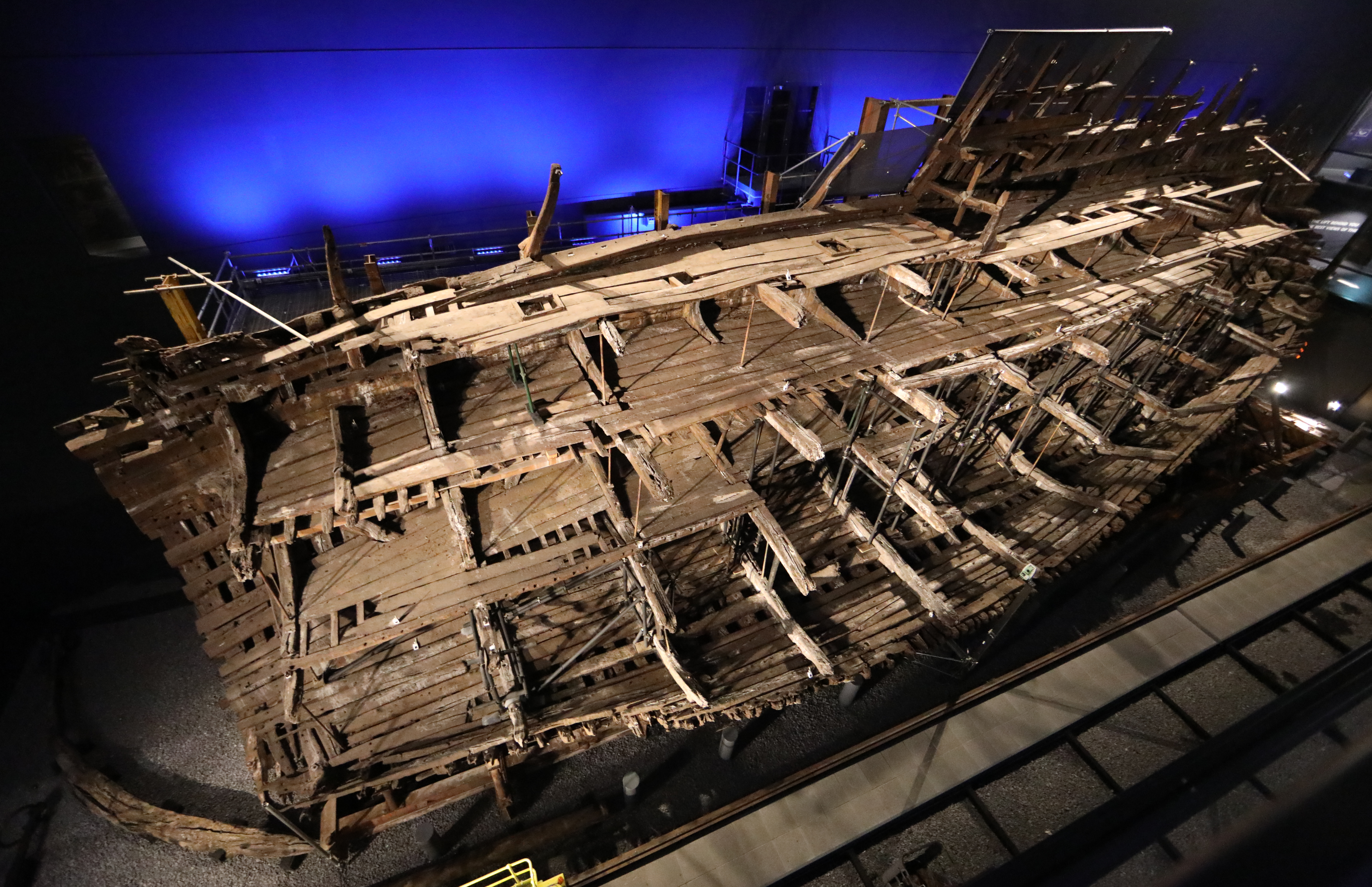
Il relitto

Nel 1994 il procedimento di lavoro su tre distinte fasi fu avviato, usando una componente a basso peso molecolare, ossia glicole polietilenico (essenzialmente una cera). La seconda fase consistette nel nebulizzare il relitto con glicole polietilenico ad alto peso molecolare; queste prime due fasi richiesero almeno 20 giorni per essere completate. Nella terza fase, il relitto fu fatto asciugare con molta lentezza. Questa conservazione tecnica fu la medesima impiegata a partire dal 1961 per il Vasa, un vascello svedese di linea che si capovolse nel 1628 e che è attualmente visibile a Stoccolma. Il Vasa è virtualmente intatto, mentre la Mary Rose è per lo più ridotta a una perfetta sezione verticale longitudinale, dovuta all'azione della teredine (Teredo navalis) che ha distrutto il fianco di babordo (sinistro) che non era adagiato sul fondale.